# 地盤改良
地盤改良（じばんかいりょう）とは、建築物、橋梁などを地盤上に構築するにあたり、安定性を保つため地盤に人工的な改良を加えることである。
基礎地盤の改良工法には、置換工法、浅層混合処理、深層混合処理工法、載荷工法、脱水工法、締固め工法、杭工法（鋼管杭工法・既製コンクリート杭ほか地盤補強会社独自の工法）、流動化処理工法などがある。

## 置換工法
軟弱な原地盤を掘削・除去し、支持力の期待できる良質土に置き換える工法である。
施工が広範囲におよぶ場合が多く、その全てが残土として処分する必要があるため、経費がかかりがちである。
近年は発泡ウレタン・発泡スチロール等人工材料を混ぜたり、人工材料のみであたかも船のように建築物を載せる工法も存在する。(浮き基礎)

## 浅層混合処理工法
表層改良などとも呼ばれる。バックホウ等を用いて改良対象地盤を平面的に掘削し、50cm～3m程度の深さまで石灰・セメント・セメント系固化材等を混合しながら埋め戻す。
埋め戻しの際は厚さ30cm～50cm程度の間隔でローラーやランマ―により十分に転圧し、締め固める。改良厚が1m以下程度であれば経費を安く抑えられるが、それ以上の厚さになると後述の深層混合処理工法より経費が掛かる傾向にある。
施工後の地盤表面は非常に硬質となり、草木はほぼ生育しない。

## 深層混合処理工法
柱状地盤改良工法とも呼ばれる。セメント・セメント系固化材を用いてかなりの深さまで地盤を柱状または壁状に改良する工法である。乾式と湿式の両方があるが、一般的には湿式が用いられる。湿式ではスラリープラント・グラウトポンプ・施工機を組み合わせ、先端からセメントスラリーを吐出するドリル状のヘッドを施工機にて掘進させ、グラウトポンプから送られてきたセメントスラリーと原位置の土を混合・攪拌して柱状の改良体を作る。壁状にする場合はこれをラップ施工してつなげる。擁壁など重量の大きな建築物の場合、接地面を全面改良する場合もある。（擁壁の下部地盤改良工法としては、基本的に鋼管は認められないことが多い）改良体の直径は戸建住宅用としては400㎜～600㎜が多いが、他の用途にはより大きな直径のものも存在する。先端支持力も考慮されるが、基本的には摩擦杭として支持力を算出する。全面施工の表層改良と異なり、必要箇所のみ柱状改良体を配置するため、軟弱地盤地域の戸建住宅に適用できる地盤補強としては、最も経費が安くすむ可能性が高い。一方で腐植土が存在すると腐植土の酸性によりセメントのアルカリ反応が抑止されて固化不良を起こしたり、周面摩擦があまり期待できない極端に軟弱な地盤では柱体の長さを伸ばして摩擦を稼ぐしかなく、経費が多くかかったり、十分な支持力を得られない場合がある。

## 中層混合処理工法
揺動攪拌工法とも呼ばれる。深層混合処理工法と同様にセメント・セメント系固化材を用いてスラリープラント・グラウトポンプ・施工機を組み合わせ、先端からセメントスラリーを吐出し掘進させ、グラウトポンプから送られてきたセメントスラリーと原位置の土を混合・攪拌して柱状の改良体を作るが、バックホウタイプの機械により改良体が四角形となるため、改良率は100％の全面改良となり、擁壁など重量の大きな建築物の場合は深層混合処理工法と比較すると断面性能において有利となる。最大改良深度は１３ｍ程度が限界となるため支持層がそれ以上となる場合は適用外となることがある。深層混合処理工法と同様に腐植土が存在すると腐植土の酸性によりセメントのアルカリ反応が抑止されて固化不良を起こしたり、周面摩擦があまり期待できない極端に軟弱な地盤では柱体の長さを伸ばして摩擦を稼ぐしかなく、経費が多くかかったり、十分な支持力を得られない場合がある。

## 載荷工法
プレロード工法、盛土荷重載荷工法などと呼ばれる。元々は道路の地盤補強・沈下抑制に多く用いられた。大規模な宅地造成で用いられる例もある。
主に荷重をかけても即時沈下しない粘性土地盤の圧密沈下を促進して事前に沈下させておき、沈下終了後または余盛土を撤去後に目的の建築物を載せる。
沈下量と時間を正確に見積もることができれば、大規模に施工した場合は経費を低く抑えられる可能性がある。
沈下量と時間の推定には、圧密対象の下部地盤で土質サンプリングを実施し、圧密試験を実施してe-logp曲線・圧密指数等の値を得て算出する。

## 脱水工法
脱水工法については以下のようなものがある。
ウェルポイント工法
ウェルポイント工法は吸い上げ管の下端に取り付けた直径約5 - 6cm、長さ1mの穴空き管（ウェルポイント）を先端ノズルからの噴射水により、地盤を軟化させながら貫入して井戸を築造し、真空ポンプなどで排水して地下水位を低下させると同時に、大気圧が載荷重として働き、地盤を締め固めたり、地下水を低下させて掘削作業を容易にする方法である。
ディープウェル工法
ディープウェル（深井戸）工法は地盤が砂、砂利層で透水性が高く、1か所の井戸で広範囲に地下水位を下げたい場合や透水性の非常に低い掘削床面の下に高い水圧を持った地下水帯があり、この水圧による掘削床面のヒービングを防止するため、地下水帯の減圧を計る場合に用いる。
バーチカルドレーン工法
バーチカルドレーン工法は軟弱地盤に排水層を設け、構造物の荷重により土中の水分を排水層に絞り出し、地盤強化をはかる工法である。

## 各種杭工法
杭工法は木杭・小口径鋼管杭・既製コンクリート杭等の旧来から用いられたもの、その他の地盤補強会社各社が開発したものなど、特に戸建住宅(いわゆる小規模建築物)向けのものが数多く提案されている。
木杭
松杭は紀元前から用いられた。杭体が常時地下水位面以下であれば、腐ることなく上載荷重を支え続ける。旧丸ビル(丸ノ内ビルヂング)も松杭で支えられていた。
小口径鋼管杭
支持地盤が浅めであれば、柱状地盤改良と同等かやや高めの経費で大きな支持力を発揮する。鋼管の厚みが6mm以上であれば、自治体による安息角の審査にも対応できる。
また、地盤液状化が起こったとしても、大きな側方流動が発生しない限り影響を受けない。
杭として支持力を算定するが、戸建住宅に適用される小口径鋼管杭は厳密には「杭工事」としてではなく「地盤補強工事」として施工されている。
既製コンクリート杭【PCパイル・RCパイル】
既製コンクリート杭を専用の施工機で、杭の頭部に圧力を加えて地中に杭を圧入して、杭先端の支持力と周面の摩擦力によって建物荷重を支持させる工法である。
PC(プレストレストコンクリート)杭・RC（鉄筋コンクリート）杭などがある。
以前は、小規模建築物にはあまり採用されていなかったが、コンクリート２次製品業界が新規事業のひとつとして、住宅用PC杭の供給に参入し、需要拡大によりPC杭のコストが徐々に下がってきた。そのため、最近は、軟弱地盤の補強対策工法として一般住宅や集合住宅にも多く採用されている。
PC杭は、認定工場で製造される既製コンクリート杭で、高強度コンクリートで製造され、PC鋼より線を入れて補強されているため、衝撃や曲げにも強い。
PC杭は、深層混合処理工法（柱状地盤改良工法）では、固化不良のおそれのある、腐植土層や地下水のある軟弱地盤の補強工事に多く採用されている。
杭の断面は、円筒形・Ｈ型・八角形・三角形・四角形等の形状がある。最近は、Ｈ型PC杭が良く使用されており、200㎜×200㎜の断面で、杭長は2.5ｍ～（0.5ｍずつ長くなり）10.0ｍであるが、運送や施工の都合上、2.5ｍ～7.5ｍが用いられる。支持地盤が深い場合は杭を継ぎ、長さ17.5ｍまで対応できる。
支持地盤の深さが、2.0ｍ～17.5ｍの幅広い範囲で使える。
専用の施工機で施工を行い、あらかじめマーキングされたポイントにオーガを置き、オーガを回転させて必要な深さまで穴を開ける。
逆回転してオーガを抜くため、残土が非常に少ない。
次に、打設するPC杭をワイヤーで吊り込み、PC杭を穴に差し込み、水準器で鉛直確認をして、施工機の油圧で圧入を行う。
全本数の貫入量を測定するため、杭の打設の深さが全て確認できる。
また、施工機に搭載された管理装置により、打設されたPC杭の全本数の圧入力（支持力）が確認できる。
打設後は、基礎形状に合わせて、専用のカッターで杭頭をカットする。工期の目安は、建築面積50～70㎡で約２日（打設１日・杭カット１日）。
PC杭は、深層混合処理工法（柱状地盤改良工法）の改良体のように固化するまでの養生期間が不要なため、施工完了後、直ちに基礎工事を行うことができる。
杭として支持力を算定するが、戸建住宅に適用されるPC杭は厳密には「杭工事」としてではなく「地盤補強工事」として施工されている。
杭の設計は、ボーリング調査または、オートマチックラムサウンディング試験等で確認して行うことになっているが、ボーリング調査等の費用が高額なために、PC杭工法は一般住宅の地盤補強工事に採用されにくかった。
しかし、最近では、建築技術性能証明を取得したPC杭工法があり、スウェーデン式サウンディング試験（調査料が廉価）で行う地盤調査の結果より杭の設計が出来るようになったため、一般住宅や集合住宅等の地盤補強工事として採用されている。支持地盤までPC杭を打設する場合は、液状化対策工法としても期待できる。
その他の民間各社開発の杭工法
天然砕石パイル工法については以下のようなものがある。
HySPEED工法（ハイスピード工法）
HySPEED工法は、天然の砕石で地盤に砕石パイル（砕石杭）を造ることによって、軟弱地盤を強い地盤に変え建物をしっかり支え、地震時の液状化から地盤を守る工法である。
スクリュー・プレス工法
スクリュー・プレス工法は下記の優れた特徴を持った砕石パイル築造工法である。
1)掘削時に、排土はせず周囲を圧密して穴を作るため、スクリュー体積分の土が周囲を圧密し、周囲の地盤強度が上昇する。
2)掘削時に排土しないため、残土処分費用がかからず、その費用分だけ製造費用を減らすことができる。
3)4m掘削が、2分程度と施工速度が速く、工期を短くすることができる。
4)特殊スクリューにて、4mまで連続圧密削孔が可能で、削孔中に下端より加圧エアーを送気することにより、圧気工法の原理で地下水を排除することが可能であるから、滞水砂層をケーシング無しで掘削可能であり、非常に低コストな液状化対策工事の施工が可能である。
アクパド工法（地盤安心造工法）
液状化対策において唯一特許を取得している工法で、専用の重機を使い砕石と水を組み合わせることによって、軟弱な地盤を強固な地盤に改良することが可能。
エコジオ工法（砕石による地盤改良）
専用のケーシング（鉄の筒）を用いることで、掘削した穴の壁面崩壊を防ぎ、高品質な砕石パイルを構築出来る工法である。
現在は主に住宅で使われており、ほとんどの場合、残土を排出せずに施工できる。
将来、返還が必要な借地へ建設するコンビニなどの地盤改良としても利用されている。

## 流動化処理工法（LSS工法）
工事などで出た残土をセメントと水を混合させた『流動化処理土』（りゅうどうかしょりど）と呼ばれる土を利用し、埋め戻す工法。
- 1980年代半ばに久野悟郎中央大学名誉教授が考案した新しい工法で、他の地盤改良と違い、改良工事を行う必要が無く、工期も短縮でき、これらのことでコストの面で安価にすることが可能なことから、地下鉄工事の埋め戻しや防空壕などの地下空洞の埋め戻しなどの埋め戻し工法として利用されている。[2]

## その他
大災害を受けたことによる対策として行われている地盤改良の財政的支援について、その対象が議論されている。